# Скранч

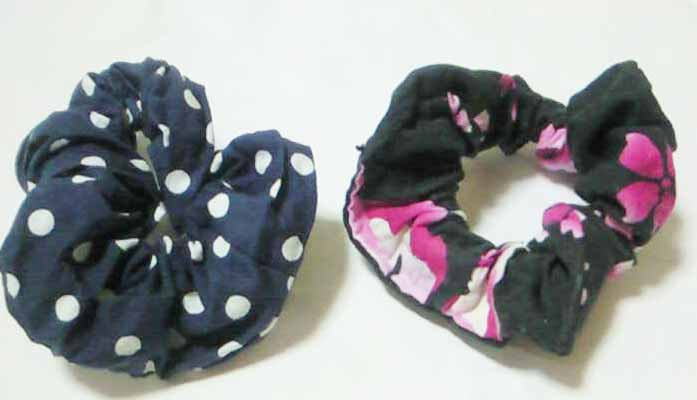

Скранч (англ. scrunchie или scrunchy) — широкая и мягкая тканевая резинка для волос, популярная в 1980-х и начале 1990-х годов, а затем и в 2010-х годах.

## История
Первоначально резинку для волос, покрытую тканью, использовали гимнастки и фигуристки.
В 1984 году тканевую эластичную резинку создала в Ванкувере Джейн Рид, назвав ее Bunch Bangle, а уже через два года аксессуар запатентовала Роми Рэвсон, назвав своё изделие Scunchi, которое позднее превратилось в Scrunchie.

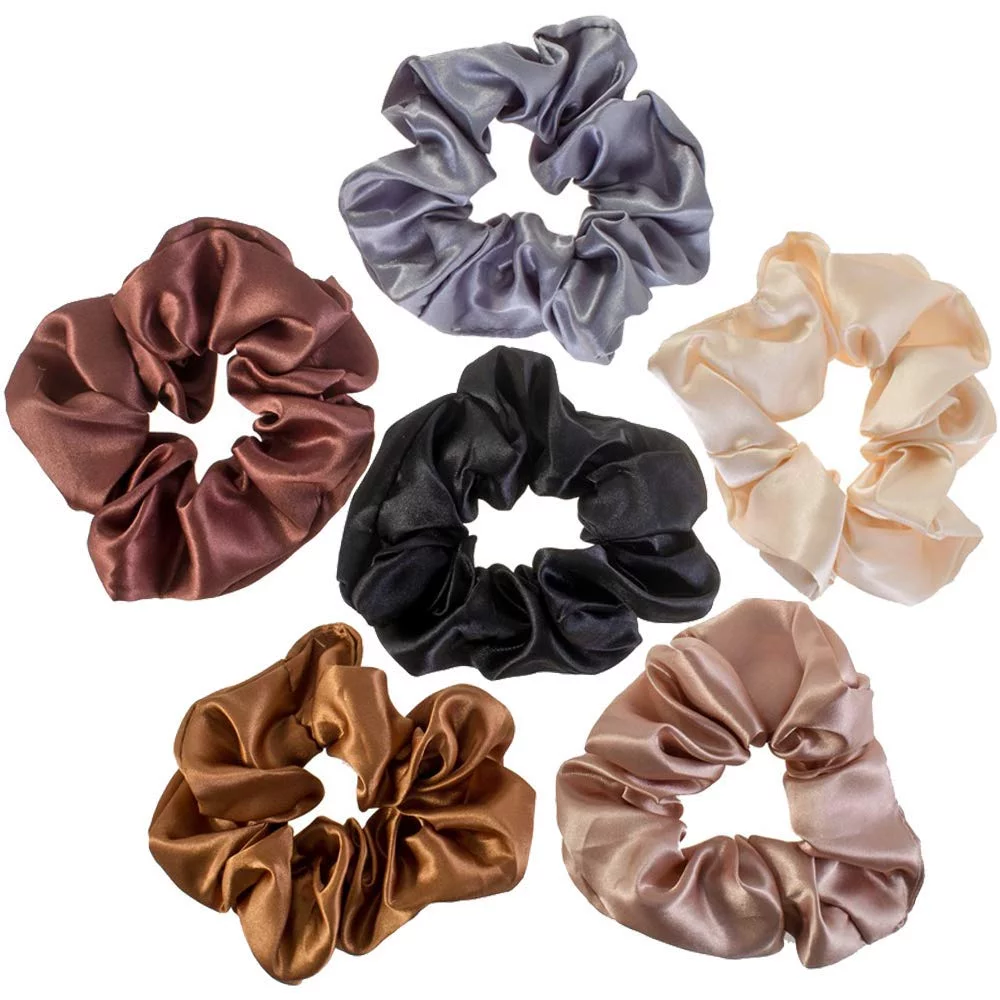

К началу 2000-х тканевые резинки вышли из моды, однако в следующем десятилетии уже вновь стали популярны — в 2014 году скранчи появились на показах Marc Jacobs, Ashish, Louis Vuitton и Rag & Bone.
В 2018 году мягкие резинки стали ещё более популярным аксессуаром, благодаря дизайнеру Демне Гвасалии, который включил в круизную коллекцию Balenciaga кожаные скранчи. В продаже появились пять цветовых вариаций: синий, зелёный, жёлтый, черный и малиновый.

## Материалы
Скранчи могут быть покрыты различными видами материалов: кожей, бархатом, шёлком и т. д.

## В искусстве
В сериале «Секс в большом городе» главная героиня Кэрри Брэдшоу высмеивает скранчи и говорит, что их уместно носить лишь в ванной.